# Magic (álbum de B'z)
Magic es el decimoséptimo álbum de estudio de la banda de hard rock B'z lanzado el 18 de noviembre de 2009. Una edición limitada fue lanzado con un DVD extra con el video "Magical Backstage Tour 2009" (videos de las sesiones de grabación, imágenes en directo de su actuación en Summer Sonic 09 y más).
Fue precedido por dos sencillos: "Ichibu to Zenbu/Dive" y "My Lonely Town." "Ichibu to Zenbu" fue utilizado para el tema musical del drama Buzzer Beat de Fuji Television y "Dive" fue utilizado para la campaña de publicidad de Suzuki Swift. La pista del álbum "Pray" sirvió como tema para la película japonesa Tajomaru, que fue lanzado a los cines japoneses en septiembre de 2009. En la fecha de lanzamiento del álbum, se informó que otro tema del álbum, "Long Time No See", serviría como el tema de Salaryman Kintaro 2, que está a punto de empezar a emitirse en enero de 2010 en TV Asahi.
Magic debutó número uno en Japón en el Oricon weekly album charts  con unas ventas iniciales de alrededor de 341 000 copias. El álbum se convirtió en el número 24 en alcanzar el número uno en el Oricon charts. El álbum también está certificado Double Platinum por la Recording Industry Association of Japan (RIAJ) por el envío de 500 000 copias.

## Lista de pistas
Todas las letras escritas por Koshi Inaba, toda la música compuesta por Tak Matsumoto junto a arreglo por Koshi Inaba, Tak Matsumoto, y Hideyuki Terachi.
| N.º | Título                                           | Duración |  |
| 1.  | «Introduction»                                   | 0:37     |  |
| 2.  | «Dive»                                           | 2:59     |  |
| 3.  | «Time Flies»                                     | 3:21     |  |
| 4.  | «My Lonely Town»                                 | 3:37     |  |
| 5.  | «Long Time No See»                               | 3:11     |  |
| 6.  | «Ichibu to Zenbu» (イチブトゼンブ)               | 4:11     |  |
| 7.  | «Pray»                                           | 4:45     |  |
| 8.  | «Magic»                                          | 4:07     |  |
| 9.  | «Mayday!»                                        | 4:03     |  |
| 10. | «Tiny Drops»                                     | 4:05     |  |
| 11. | «Dare ni mo Ienē» (だれにも言えねぇ)             | 3:22     |  |
| 12. | «Yume no Naka de Aimashō» (夢の中で逢いましょう) | 3:17     |  |
| 13. | «Freedom Train»                                  | 4:07     |  |

## Posicionamiento
| Lista (2009)               | Máxima posición |
| -------------------------- | --------------- |
| Oricon Daily Album Chart   | 1               |
| Oricon Weekly Album Chart  | 1               |
| Oricon Monthly Album Chart | 1               |
| Oricon Yearly Album Chart  | 13              |

### Sencillos (Oricon Singles Chart)
| Año  | Sencillo               | Lista                | Lista |
| Año  | Sencillo               | Oricon Singles Chart |       |
| ---- | ---------------------- | -------------------- | ----- |
| 2009 | "Ichibu to Zenbu/Dive" | 1                    |       |
| 2009 | "My Lonely Town"       | 1                    |       |

### Sencillos (Billboard Japan Hot 100)
"Ichibu a Zenbu / Dive " es un doble A-side, pero Japan Hot 100 incluye solo a "Ichibu a Zenbu".
| Año  | Sencillo          | Lista                   | Lista |
| Año  | Sencillo          | Billboard Japan Hot 100 |       |
| ---- | ----------------- | ----------------------- | ----- |
| 2009 | "Ichibu to Zenbu" | 1                       |       |
| 2009 | "My Lonely Town"  | 1                       |       |